# 新亞基米夫卡
46°50′47″N 34°55′37″E / 46.84639°N 34.92694°E
新亞基米夫卡（烏克蘭語：Новоякимівка）是位於烏克蘭東南部的村莊，由扎波羅熱州梅利托波爾區的塞梅尼夫卡市鎮負責管轄。該村始建於1929年，面積0.16平方公里，海拔高度50米，2001年人口133，人口密度每平方公里858.1人。